# هانا رسفول هولمسن
هانا رسفول هولمسن (نروژی: Hanna Resvoll-Holmsen; ‏۱۱ سپتامبر ۱۸۷۳ – ۱۳ مارس ۱۹۴۳) زیست‌شناس، گیاه‌شناس، بوم‌شناس، و گردشگر اهل نروژ بود.

## زندگی‌نامه
هانا رسفول هولمسن، ۱۲سال از دوران کودکی خود را علیرغم توجه‌ایی که به درس و مدرسه داشت، بسیار در درد و رنج ناشی از بیماری سپری نمود. او در سال ۱۹۰۲، در امتحان دبیرستان شرکت کرد، در آن زمان یک ازدواج ناخوشایند را نیز پشت سر گذاشت. وی تاریخ طبیعی را در دانشگاه اسلو در کریستیانیا تحصیل کرد و در سال ۱۹۱۰ در رشته گیاه‌شناسی فارغ‌التحصیل شد. از سال ۱۹۲۱ او که دارای دکترای جغرافیای گیاهی ازهمان دانشگاه بود، تا زمان بازنشستگی‌اش در سال ۱۹۳۸ در این منصب به کارش ادامه داد.